# Casă de vacanță

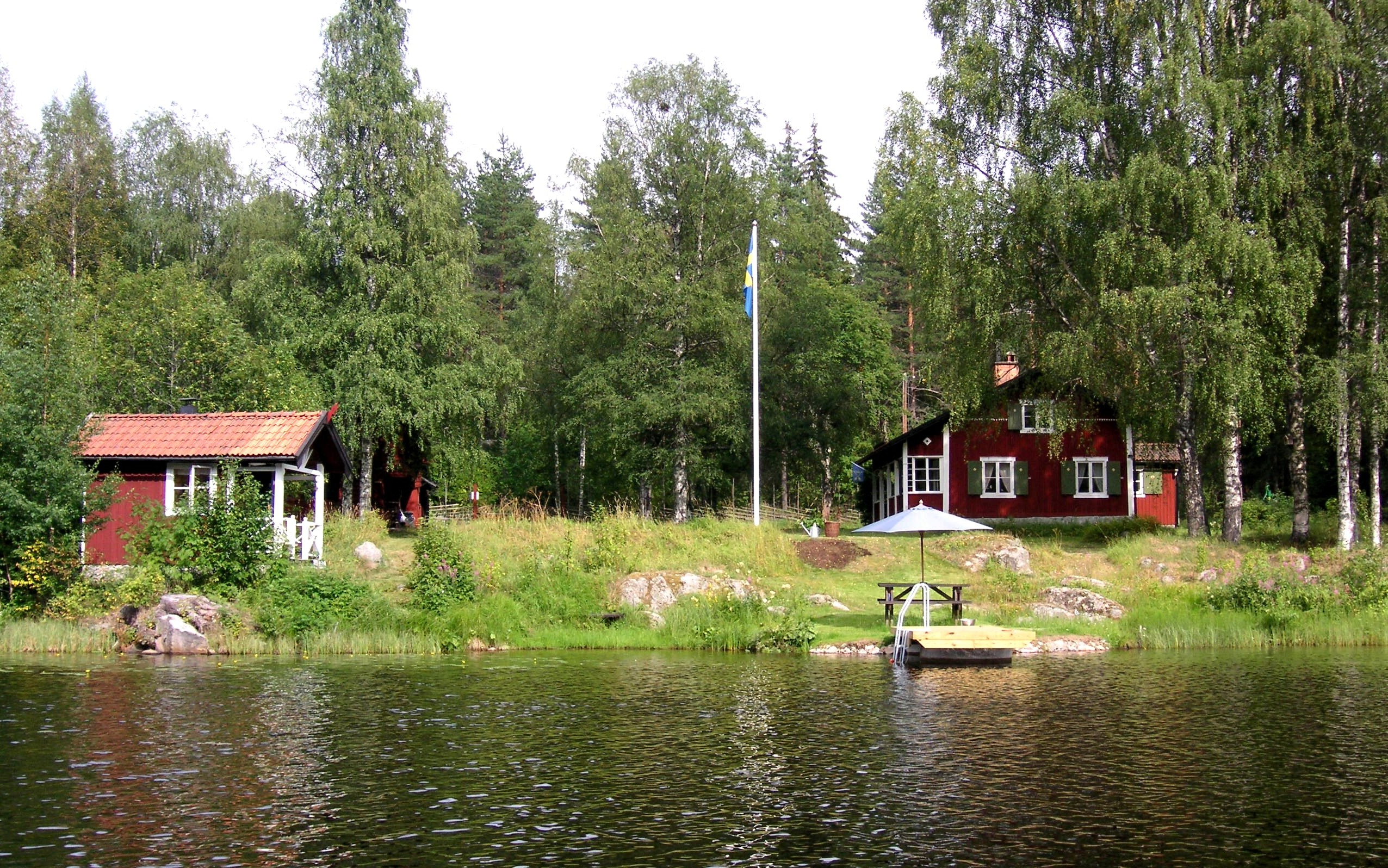
Casă de vacanță în Suedia

Casa de vacanță este o locuință ocupată temporar, ca reședință secundară, destinată odihnei și recreerii.
În România, construirea caselor de vacanță se autorizează, la cererea persoanelor fizice și a agenților economici, numai pe terenurile aflate în proprietatea acestora sau concesionate în condițiile legii, în zonele stabilite prin documentațiile de urbanism și amenajare a teritoriului, aprobate potrivit legii.